# ستيف غونزاليس
ستيف غونزاليس (بالإنجليزية: Steve Gonzalez)‏ (2 ديسمبر 1980 بسان دييغو في الولايات المتحدة - ) هو لاعب كرة قدم أمريكي في مركز حراسة المرمى. لعب مع لوس أنجلوس غلاكسي وSan Diego Flash ‏ وOrange County SC ‏ وSan Diego Boca F.C. ‏.

## وصلات خارجية
- ستيف غونزاليس على موقع قاعدة بيانات كرة القدم.إي يو (الإنجليزية)